# Jurinella niveisquamma
Jurinella niveisquamma là một loài ruồi trong họ Tachinidae.